# Campeonato Europeo de Escalada de 2015
El XI Campeonato Europeo de Escalada se celebró en dos sedes: las pruebas de bloques en Innsbruck (Austria) entre el 14 y el 16 de mayo y las de dificultad y velocidad en Chamonix (Francia) entre el 10 y el 12 de julio de 2015, bajo la organización de la Federación Internacional de Escalada Deportiva (IFSC), la Federación Austríaca de Deportes de Escalada y la Federación Francesa de Deportes de Escalada.

## Medallistas

### Masculino
| Evento             | Oro                                     | Plata                                   | Bronce                             |
| ------------------ | --------------------------------------- | --------------------------------------- | ---------------------------------- |
| Dificultad (12.07) | Ramón Julián Puigblanqué · España · 53+ | Adam Ondra · República Checa · 52+      | Sebastian Halenke · Alemania · 52  |
| Velocidad (11.07)  | Libor Hroza · República Checa           | Danyl Boldyrev · Ucrania                | Marcin Dzieński · Polonia          |
| Bloques (16.05)    | Jan Hojer · Alemania · 2T3 4b5          | Adam Ondra · República Checa · 2t6 3b10 | Stefan Scarperi · Italia · 1t5 2b6 |
| Combinada (11.07)  | Jakob Schubert · Austria ·              | Stefano Ghisolfi · Italia ·             | Javier Cano Blázquez · España ·    |

### Femenino
| Evento             | Oro                               | Plata                          | Bronce                                 |
| ------------------ | --------------------------------- | ------------------------------ | -------------------------------------- |
| Dificultad (12.07) | Mina Markovič Eslovenia Top       | Janja Garnbret Eslovenia Top   | Jessica Pilz · Austria · 47            |
| Velocidad (11.07)  | Anouck Jaubert Francia            | Yuliya Kaplina · Rusia         | Mariya Krasavina · Rusia               |
| Bloques (16.05)    | Juliane Wurm · Alemania · 3T4 4b4 | Anna Stöhr · Austria · 3T7 4b8 | Katharina Saurwein · Austria · 1T1 3b3 |
| Combinada (11.07)  | Jessica Pilz · Austria ·          | Mina Markovič Eslovenia        | Charlotte Durif Francia                |

## Medallero
| Núm. | País            | Oro | Plata | Bronce | Total |
| ---- | --------------- | --- | ----- | ------ | ----- |
| 1    | Austria         | 2   | 1     | 2      | 5     |
| 2    | Alemania        | 2   | 0     | 1      | 3     |
| 3    | Eslovenia       | 1   | 2     | 0      | 3     |
| 3    | República Checa | 1   | 2     | 0      | 3     |
| 5    | España          | 1   | 0     | 1      | 2     |
| 5    | Francia         | 1   | 0     | 1      | 2     |
| 7    | Italia          | 0   | 1     | 1      | 2     |
| 7    | Rusia           | 0   | 1     | 1      | 2     |
| 9    | Ucrania         | 0   | 1     | 0      | 1     |
| 10   | Polonia         | 0   | 0     | 1      | 1     |
|      | TOTAL           | 8   | 8     | 8      | 24    |